# Dirichletreeks
Een  dirichletreeks, genoemd naar de Duitse wiskundige Johann Dirichlet, is in de wiskunde een reeks van de vorm:
{\displaystyle \sum _{n=1}^{\infty }{\frac {a_{n}}{n^{s}}},}
waarin {\displaystyle s} en de coëfficiënten {\displaystyle (a_{n})} complexe getallen zijn. De reeks wordt, bij gegeven coëfficiënten, opgevat als een complexe functie van het argument {\displaystyle s}.
Dirichletreeksen vinden toepassing in de analytische getaltheorie om getaltheoretische problemen met behulp van methoden uit de functietheorie te onderzoeken. Een bekend voorbeeld is de riemann-zèta-functie. Ze komen ook als voortbrengende functie voor.

## Convergentie
De functie {\displaystyle f} die bij gegeven {\displaystyle a_{n}} bepaald wordt door de dirichletreeks: 
{\displaystyle f(s)=\sum _{n=1}^{\infty }{\frac {a_{n}}{n^{s}}}},
heeft alleen betekenis voor waarden van {\displaystyle s} waarvoor de reeks convergent is. 
Is de rij {\displaystyle (a_{n})_{n\in \mathbb {N} }} begrensd, dan is de reeks absoluut convergent op het open halfvlak waarin {\displaystyle \Re (s)>1}. De functie {\displaystyle f} is op dat halfvlak dan een analytische functie.

## De riemann-zèta-functie
Als {\displaystyle a_{n}=1} voor alle {\displaystyle n}, ontstaat de riemann-zèta-functie
{\displaystyle \zeta (s)=\sum _{n=1}^{\infty }{\frac {1}{n^{s}}}},
die voor {\displaystyle s=1} de harmonische reeks beschrijft en voor andere waarden van {\displaystyle s} de hyperharmonische reeksen.